# Josef Breuer
Josef Breuer, född 15 januari 1842, död 20 juni 1925, var en österrikisk läkare som tillsammans med Sigmund Freud lade grunden för psykoanalysen. 
Han föddes i Wien och hans far Leopold Breuer undervisade i religion för Wiens judiska samhälle. Breuers mor dog när han var ganska ung. Hans far utbildade honom fram till åtta års ålder. År 1886 gifte han sig med Matilda Altmann. Tillsammans fick de fem barn. Han är begravd på Döblinger Friedhof i Wien.
Han studerade vid "Akademisches" gymnasium i Wien fram till 1858 och gick efter det på universitetet i ett år innan han gick vidare till den medicinska linjen. Han klarade sina medicinstudier 1867 och började då arbeta som assistent till Johann Oppolzer vid universitetet. Tillsammans med Ewald Hering utgav Breuer år 1886 sitt första viktiga vetenskapliga verk, i vilket andningens reflexiva natur påvisades, varför denna reflex i nervsystemet än idag kallas Hering-Breuer-reflexen. Runt 1871 studerade Breuer örats fysiologi och upptäckte i samband med detta funktionen hos båggångarna, en upptäckt som lade grunden för hur vi idag ser på människans förmåga att avläsa rörelse och position. 1894 invaldes Breuer i Wiens vetenskapsakademi. 
Inom psykologins och psykoanalysens område gjorde Breuer under 1880-talet den betydelsefulla upptäckten att neuroser kunde uppstå från/ur undermedvetna processer, och vidare att neurossymptom kunde försvinna då de orsakerna som förlagts till det undermedvetna blir del av det medvetna. Detta lärde han i mycket av studier av patienten Anna O, och hur hennes symptom tenderade att lätta i samband med att hon talade öppet om sina hallucinationer och vanföreställningar. Hypnos var den metod Breuer föreslog skulle användas för att gräva fram underliggande/bortträngda orsaker till yttre symptom, och det var även med hjälp av hypnos han kunde bota Anna O. Till skillnad från Freud trodde Breuer att olika grader av (under)medvetenhet är normalt i vardagen, hos människor med såväl normalt som abnormalt beteende. Tillsammans med Freud vidareutvecklas idéerna och psykoanalysen tar form. Freud och Breuer kommer dock inte överens på alla punkter, och då Freud delger honom sin uppfattning att de allra flesta av hans patienter bär på barndomsminnen av verkliga förförelser så väljer Breuer att helt bryta med Freud, som därefter vidareutvecklar psykoanalysen på egen hand.